# Grypotheca pertinax
Grypotheca pertinax är en fjärilsart som beskrevs av John S. Dugdale 1987b. Grypotheca pertinax ingår i släktet Grypotheca och familjen säckspinnare. Inga underarter finns listade i Catalogue of Life.